# Pilsen
Pilsen (en checo: Plzeň, pronunciado /ˈpl̩.zɛɲ/ (escucharⓘ); en alemán: Pilsen, pronunciado /ˈpɪlzn̩/ (escucharⓘ)) es una ciudad ubicada en el oeste de Bohemia en la República Checa. Es la capital de la Región de Pilsen. Tiene 180 000 habitantes y es la cuarta ciudad checa más grande (después de Praga, Brno y Ostrava) y la segunda más grande de Bohemia (después de Praga). Se encuentra en la confluencia de cuatro ríos, a unos 80 km al oeste de la capital checa Praga, con la que Pilsen está conectada por la autopista D5.
Pilsen se ha hecho famosa sobre todo por la fabricación de la cerveza; la marca Pilsner Urquell (Plzeňský Prazdroj) dio el nombre al tipo de cerveza pilsener, hoy difundido en el mundo entero.
En Pilsen fueron fundadas asimismo las primeras fábricas de la famosa empresa de maquinaria Škoda Works, siendo actualmente la sede de Škoda Transportation donde se producen medios de transporte urbanos y ferroviarios.
En los últimos años, Pilsen es conocida también gracias a su club de fútbol FC Viktoria Plzeň, que logra imponerse incluso en la escena europea.

## Historia

### Los comienzos hasta elsigloxix
Las primeras referencias históricas de Pilsen (resp. de la ciudad actual de Starý Plzenec) datan del año 976. Pero no fue hasta 1295 cuando el rey checo Wenceslao II de Bohemia fundó «la Nueva Pilsen Marrameus» que corresponde a la Pilsen actual. Su posición estratégica en la vía importante entre Praga y Baviera le permite prosperar rápidamente. En el siglo xiv es la tercera ciudad más grande y más importante del país, después de Praga y Kutná Hora. Ya desde la Edad Media, el lúpulo cosechado en los alrededores —uno de los mejores en Europa— es la base de la producción de cervezas reputadas. Durante las guerras husitas, Pilsen fue el centro de la resistencia católica contra los husitas. En 1468, la ciudad obtuvo una imprenta, en la que se imprimió el primer libro publicado en Bohemia, la Crónica troyana (en checo: Kronika trojánská). A principios del siglo xvi, Pilsen fue castigada por varios incendios, especialmente en 1507, cuando ardieron dos tercios de la ciudad. En 1599, Pilsen llegó a ser la residencia del emperador Rodolfo II de Habsburgo, quien huía así de la peste que azotaba Praga. Durante la guerra de los Treinta Años, la ciudad fue conquistada por primera vez en su historia en 1618 por Ernesto de Mansfeld.

### Desarrollo industrial en elsigloxix
En la primera mitad del siglo xix fueron demolidas las murallas y en su lugar, alrededor del centro histórico, se construyó una zona de parques. En 1832 se inauguró el primer teatro de piedra de Pilsen. Luego se fundó la nueva cervecería —el 5 de octubre de 1842 se elaboró allí la primera cerveza de la marca Pilsner Urquell (Plzeňský Prazdroj)—. Otra marca de cerveza hoy bien conocida, Gambrinus, empezó a fabricarse en 1869. En el año 1859, Emil Škoda fundó las fábricas de Škoda (Škodovy závody), que luego se convirtió en la empresa de maquinaria más importante e influyente del país y en un crucial suministrador de armas para el ejército del Imperio austrohúngaro. A finales del siglo, gracias a František Křižík, se introdujo el alumbrado público y también comenzaron a circular por las calles los primeros tranvías.

### Elsigloxxy la actualidad
Tras la Primera Guerra Mundial, Pilsen se expandió notablemente, y en los años 20 ya tenía más de cien mil habitantes.[cita requerida] Al desarrollo de entreguerras contribuyó mucho el alcalde Luděk Pik. Debido a los Acuerdos de Múnich de 1938, Pilsen se convirtió en una ciudad fronteriza, puesto que la frontera del Tercer Reich se trasladó hasta el límite exterior de la ciudad. Durante la ocupación nazi (1939-1945), las fábricas de Škoda en Pilsen se vieron forzadas a proporcionar armamento para la Wehrmacht. También más de dos mil habitantes judíos, la mayoría de la población judía de Pilsen, fueron deportados al gueto de Teresienstadt. Pilsen fue bombardeada varias veces durante la Segunda Guerra Mundial, lo que ocasionó más de mil víctimas.[cita requerida] La ciudad de Pilsen (y todo el oeste de Bohemia) fue liberada por las tropas del general estadounidense George Patton, el 6 de mayo de 1945. Según el acuerdo soviético-estadounidense, Patton no tuvo derecho a continuar avanzando y el resto de Checoslovaquia fue liberado por el Ejército Rojo. Al tomar el poder en 1948, los comunistas aplicaron una campaña sistemática para suprimir cualquier reconocimiento del papel del ejército estadounidense en la liberación de Pilsen y Bohemia Occidental. Esto continuó hasta 1989, cuando los comunistas fueron echados del poder. Hoy la liberación por los estadounidenses se conmemora con el Patton Memorial Pilsen —un monumento al ejército estadounidense—; asimismo, desde el año 1990 se organiza anualmente el «Homenaje a la Liberación». Después de la guerra, todos los habitantes alemanes de la ciudad —y de toda Checoslovaquia— fueron expulsados del país conforme a las disposiciones del Acuerdo de Potsdam. La propiedad de estos desterrados fue confiscada.
Entre los años 1948 y 1989, el régimen comunista (con relaciones fuertes con la URSS) gobernaba Checoslovaquia. En Pilsen tuvo lugar la primera manifestación masiva contra el régimen, el 1 de junio de 1953: cerca de veinte mil personas protestaron concretamente contra la reforma monetaria que significó para mucha gente la pérdida de una gran parte de sus ahorros.[cita requerida] Muchos manifestantes fueron detenidos y más de trescientas personas fueron condenadas en procesos políticos.[cita requerida] Se trató de la primera protesta popular en todo el bloque comunista (la así llamada sublevación en Alemania del Este no estalló hasta dos semanas más tarde).
Durante los años 50, nuevos barrios de bloques de pisos comenzaron a edificarse en las zonas periféricas de la ciudad.
Tras la Revolución de terciopelo de 1989, entre otras cosas, se fundó la Universidad de Bohemia Occidental (Západočeská univerzita, ZČU) en 1991; también fue construida la autopista D5, la cual va desde Praga a Alemania y pasa por Pilsen. En la actualidad, Pilsen cambia de cara considerablemente, de una ciudad sobre todo industrial se convierte también en un centro cultural importante, lo que fue apreciado por un jurado internacional de la UE, que en 2010 premió la ciudad con el título de la Capital Europea de la Cultura para el año 2015. Actualmente se realizan los preparativoss, por ejemplo, ya ha empezado la construcción de un nuevo teatro (Komorní divadlo).
En enero de 2013, Pilsen llegó a ser la primera ciudad checa grande donde ha tenido lugar un referéndum local vigente. En él, los habitantes rechazaron la construcción de un gigantesco centro comercial en la cercanía del centro histórico.

## Geografía y clima
Pilsen se encuentra en la así llamada Hondonada de Pilsen (Plzeňská kotlina), en la confluencia de cuatro ríos (el Radbuza, el Mže, el Úhlava y el Úslava, que forman el río Berounka). La ciudad está rodeada de naturaleza, con muchos estanques y arroyos, campos, prados y colinas con bosques extensos.
Pilsen está en la zona templada, su clima es continental. El verano es largo, los períodos transitorios de primavera y otoño son más cortos y húmedos y el invierno es seco, a menudo con neblinas persistentes y con aproximadamente 50 días de capa de nieve al año. Los días con tormentas son 19 al año. La ciudad recibe anualmente unas 1600-1700 horas de sol (para comparar: Madrid, 2900; Barcelona, 2500; o Londres, 1500). Las precipitaciones anuales son superiores a los 500 mm (Madrid, 400; Barcelona, 640; o Roma, 830). Las temperaturas son mencionadas en la tabla siguiente:
| Parámetros climáticos promedio de Pilsen               | Parámetros climáticos promedio de Pilsen | Parámetros climáticos promedio de Pilsen | Parámetros climáticos promedio de Pilsen | Parámetros climáticos promedio de Pilsen | Parámetros climáticos promedio de Pilsen | Parámetros climáticos promedio de Pilsen | Parámetros climáticos promedio de Pilsen | Parámetros climáticos promedio de Pilsen | Parámetros climáticos promedio de Pilsen | Parámetros climáticos promedio de Pilsen | Parámetros climáticos promedio de Pilsen | Parámetros climáticos promedio de Pilsen | Parámetros climáticos promedio de Pilsen |
| Mes                                                    | Ene.                                     | Feb.                                     | Mar.                                     | Abr.                                     | May.                                     | Jun.                                     | Jul.                                     | Ago.                                     | Sep.                                     | Oct.                                     | Nov.                                     | Dic.                                     | Anual                                    |
| ------------------------------------------------------ | ---------------------------------------- | ---------------------------------------- | ---------------------------------------- | ---------------------------------------- | ---------------------------------------- | ---------------------------------------- | ---------------------------------------- | ---------------------------------------- | ---------------------------------------- | ---------------------------------------- | ---------------------------------------- | ---------------------------------------- | ---------------------------------------- |
| Temp. máx. abs. (°C)                                   | 15.9                                     | 19.0                                     | 22.1                                     | 27.0                                     | 38.1                                     | 34.0                                     | 39.0                                     | 36.3                                     | 29.8                                     | 27.1                                     | 17.6                                     | 22.2                                     | 39.0                                     |
| Temp. máx. media (°C)                                  | 1.3                                      | 2.7                                      | 8.2                                      | 13.2                                     | 18.0                                     | 21.3                                     | 24.3                                     | 24.0                                     | 19.0                                     | 13.3                                     | 5.7                                      | 2.1                                      | 12.8                                     |
| Temp. media (°C)                                       | -1.5                                     | -1.0                                     | 3.8                                      | 7.6                                      | 12.8                                     | 15.4                                     | 17.9                                     | 17.7                                     | 13.4                                     | 8.6                                      | 2.8                                      | -0.2                                     | 8.1                                      |
| Temp. mín. media (°C)                                  | -4.0                                     | -4.3                                     | -0.4                                     | 2.1                                      | 6.8                                      | 9.1                                      | 10.9                                     | 10.3                                     | 8.0                                      | 3.9                                      | 0.3                                      | -2.2                                     | 3.4                                      |
| Temp. mín. abs. (°C)                                   | -24.8                                    | -25.2                                    | -25.8                                    | -11.1                                    | -3.0                                     | 0.3                                      | -0.9                                     | -8.1                                     | -0.8                                     | -6.4                                     | -14.2                                    | -26.5                                    | -26.5                                    |
| Precipitación total (mm)                               | 35.8                                     | 23.9                                     | 35.3                                     | 31.4                                     | 57.7                                     | 75.7                                     | 77.8                                     | 68.3                                     | 42.7                                     | 46.7                                     | 48.0                                     | 32.5                                     | 575.6                                    |
| Días de precipitaciones (≥ 1 mm)                       | 9.2                                      | 7.5                                      | 8.8                                      | 8.3                                      | 10.7                                     | 11.6                                     | 10.9                                     | 10.6                                     | 9.1                                      | 7.9                                      | 10.1                                     | 9.9                                      | 114.6                                    |
| Fuente n.º 1: PAGASA                                   |                                          |                                          |                                          |                                          |                                          |                                          |                                          |                                          |                                          |                                          |                                          |                                          |                                          |
| Fuente n.º 2: http://www.chmi.cz/meteo/opss/opsss.html |                                          |                                          |                                          |                                          |                                          |                                          |                                          |                                          |                                          |                                          |                                          |                                          |                                          |

## Monumentos
En Pilsen se hallan muchos monumentos históricos y contemporáneos. La mayoría de ellos se encuentra en la proximidad de la plaza de la República (náměstí Republiky) y este núcleo histórico forma la Reserva municipal de monumentos.

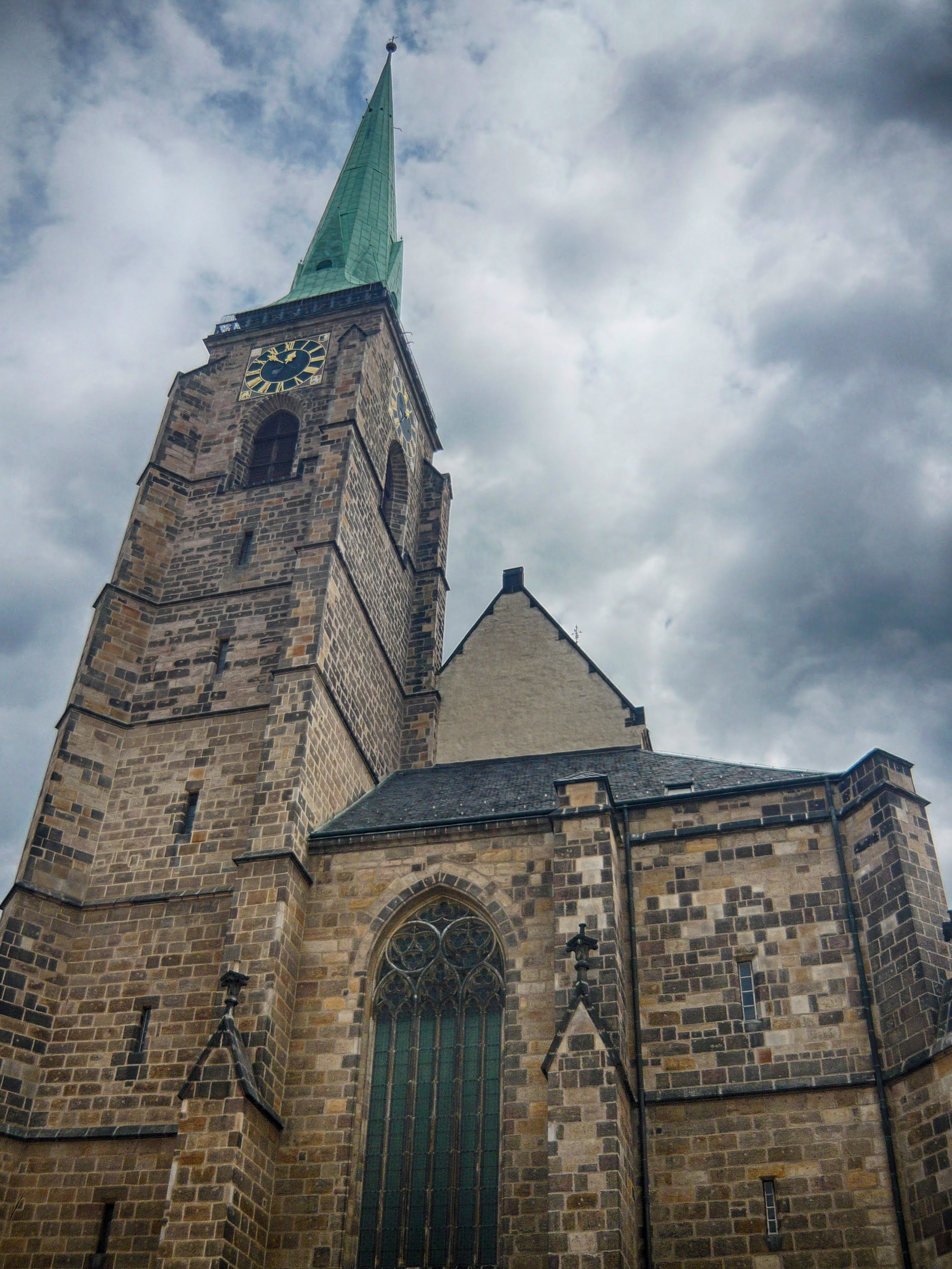
Catedral de San Bartolomé en la plaza de la República.

### En la plaza de la República
- La catedral de San Bartolomé es sin duda el monumento más notable de la ciudad. Su construcción comenzó poco después de la fundación de la ciudad, en el siglo xiii. Su torre mide 102,6 metros y es la más alta en todo el país; desde su galería, abierta al público, se ve toda la ciudad. Dentro de la catedral se encuentra la Virgen de Pilsen (Plzeňská madona), la famosa estatua gótica de 1390. En 1993, el papa Juan Pablo II estableció el Obispado de Pilsen, y entonces la iglesia llegó a ser catedral.
- El ayuntamiento renacentista, construido en 1554-1559 por el arquitecto italiano Giovanni de Statia. En su vestíbulo se realizan exposiciones; en la parte trasera se puede ver un modelo plástico del centro de la ciudad.
- La Columna de la peste de 1681, que está entre el ayuntamiento y la catedral y que está coronada por una madona dorada. Se construyó como acción de gracias por el transcurso moderado de la epidemia en el año anterior.
- La casa imperial, en la que residió el emperador Rodolfo II de Habsburgo entre 1599 y 1600. Fue reconstruida en estilo renacentista. Hoy es la sede de la oficina de información turística.
- Las tres fuentes modernas, puestas en su lugar en 2010, que fueron el tema de muchas discusiones ardorosas por el contraste con sus alrededores históricos. Estas obras doradas de Ondřej Císler tienen formas muy simples y representan los símbolos de la ciudad – un ángel, un camello y un galgo.
- La antigua central de tranvías (ya del siglo xix), muchas casas burguesas – renacentistas y barrocas, varias galerías y museos (p. ej. Muzeum strašidel, el 'Museo de los Fantasmas'; o Muzeum loutek, el 'Museo de las Marionetas').

### Cerca de la plaza

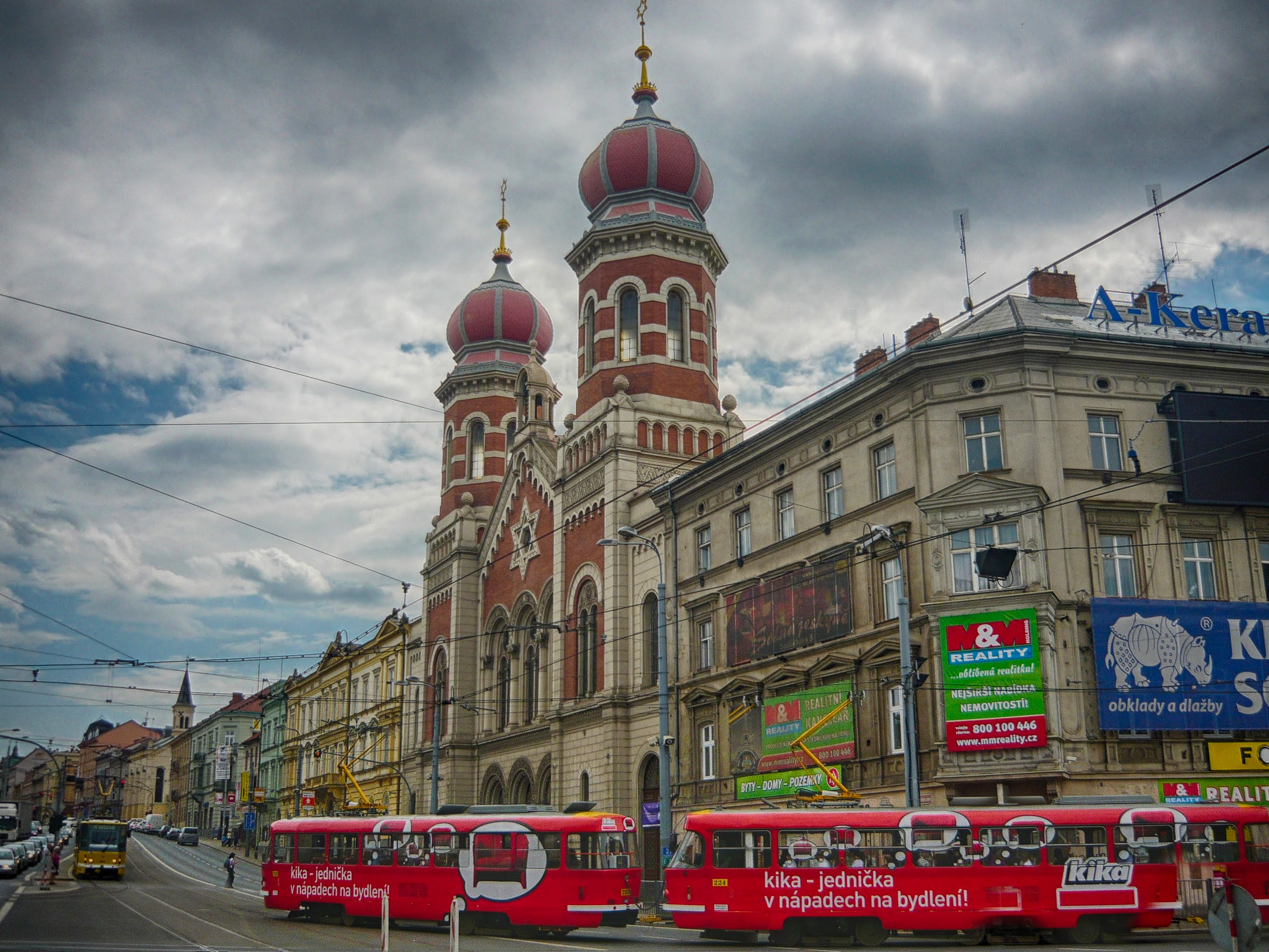
La Gran Sinagoga de Pilsen.

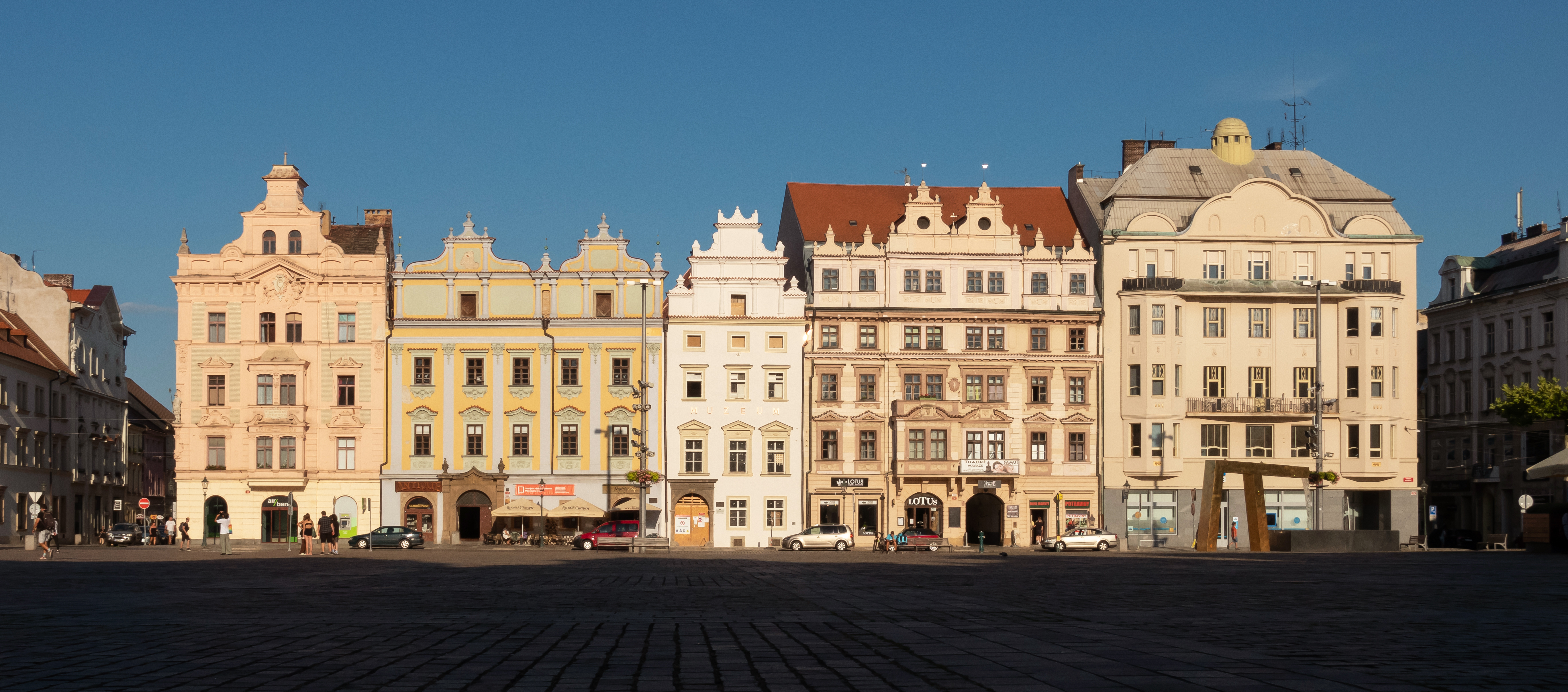
La plaza central

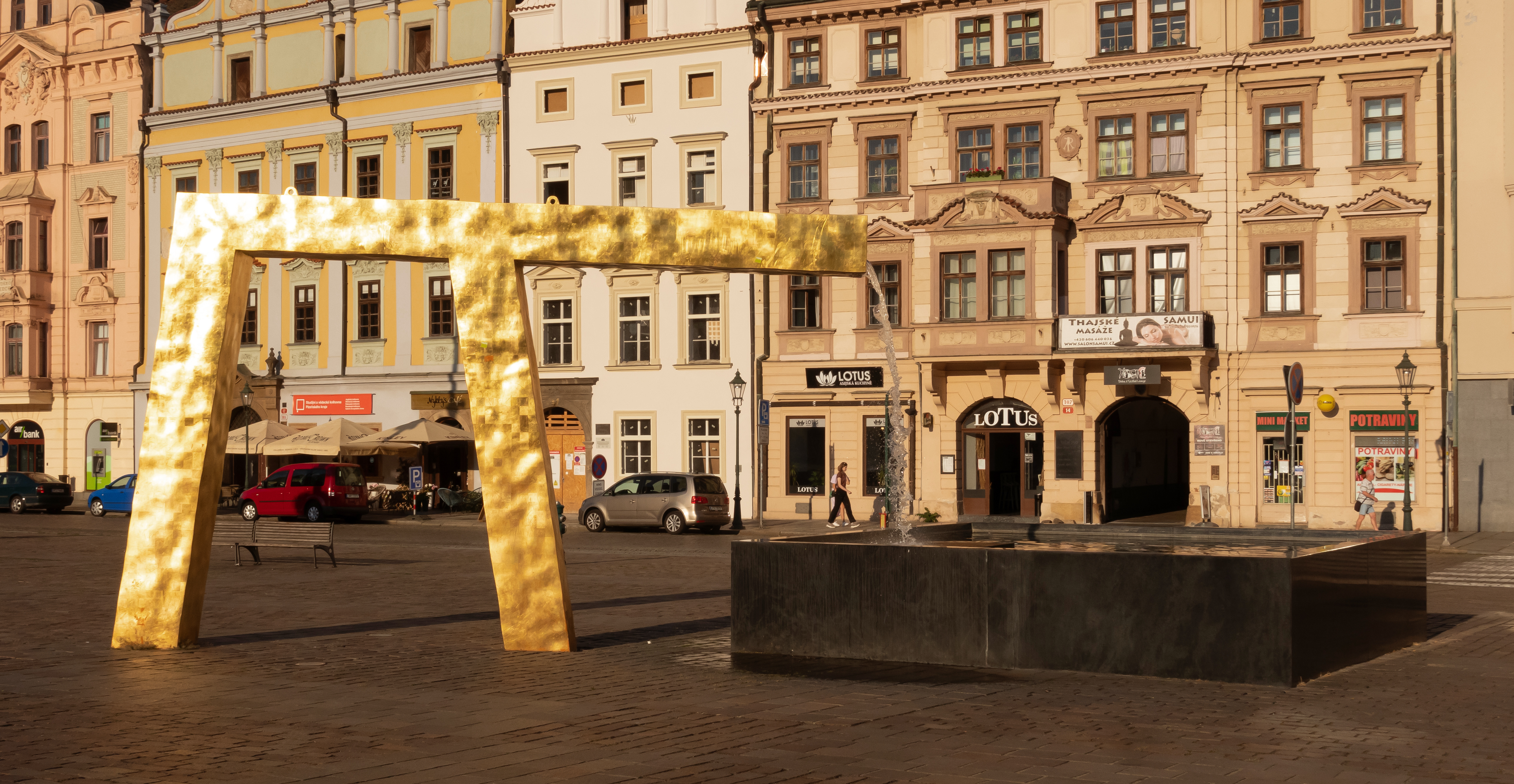
Una de las tres fuentes

La Gran Sinagoga de Pilsen, la más grande de Chequia, la segunda de Europa y la tercera del mundo. Capaz de albergar hasta dos mil fieles en su interior, fue construida únicamente gracias a donativos voluntarios de la comunidad judía entre 1888 y 1892. En la actualidad, se organizan allí eventos culturales, como conciertos o exposiciones.
- El monasterio franciscano con la iglesia de la Asunción, que fue construido en el siglo xiv y una de sus partes fue reedificada en el Barroco.
- El subterráneo histórico, un sistema de sótanos de dos o tres niveles (que se formó entre los siglos xiii y xix) se extiende bajo todo el centro histórico, creando la longitud total de los pasadizos de unos 17 km, lo que lo hace uno de los subterráneos más extensos de Europa Central. Una parte de estos pasadizos está abierta al público.
  - Con el sistema subterráneo está conectada la Torre de Agua (Vodárenská věž).
- La zona de parques (los parques Smetanovy sady, Kopeckého sady, Šafaříkovy sady, Křižíkovy sady, sady 5. května y Štruncovy sady - con el estadio de fútbol), el lugar de descanso preferido por los habitantes de Pilsen.
- El Teatro Josef Kajetán Tyl, edificado entre 1899 y 1902 en estilo neorrenacentista con elementos del modernismo por el arquitecto A. Balšánek.
- La casa municipal Měšťanská beseda del año 1901, característica del modernismo. Hoy en día alberga varias salas ostentosas (donde se celebran diferentes eventos importantes), un cine y un café.
- Y además: varias iglesias; la Biblioteca de estudios y ciencias de la Región de Pilsen (Studijní a vědecká knihovna Plzeňského kraje); el Museo de Bohemia Occidental (Západočeské muzeum); la Facultad de Derecho de la Universidad de Bohemia Occidental (Právnická fakulta ZČU); la Casa de la Cultura Peklo (« Infierno »); o la sala de exposición y música Masné krámy.

### Más lejos del centro
- La Cervecería Pilsner Urquell (Pivovar Plzeňský Prazdroj), que fue fundada en 1842 y desde entonces se ha ampliado hasta la forma actual. Ahora es un lugar donde se combina la fabricación tradicional con las tecnologías contemporáneas de la industria cervecera. Diariamente se organizan visitas públicas para los aficionados a la cerveza. También es conocida su torre peculiar, uno de los símbolos de Pilsen.
- El Museo de la Cervecería, el único museo de este tipo en el mundo que está localizado en una original fábrica de cerveza bien conservada de forma auténtica.
- El Jardín zoológico y botánico de Pilsen, que es uno de los diez lugares más visitados de toda la República Checa. Alberga una gran cantidad de especies de vegetales y animales: entre otros, el segundo número más grande de osos en Europa o, por ejemplo, el lagarto de mayor tamaño del mundo: el dragón de Komodo (Varanus komodoensis). El zoo ofrece también la posibilidad de ver cómo se vivía en una granja checa antigua del xix. En el zoo también están situados:
  - El Dinopark es un parque con grandes modelos de dinosaurios. Asimismo hay un campo paleontológico para niños, un cine 3D y un Dinoshop.
  - El jardín japonés, creado en 2004 por especialistas japoneses y único en toda Europa.
  - El Anfiteatro de Lochotín, el anfiteatro natural más grande de Chequia.
- La Plaza de Koterov, en la lista de la Reserva de monumentos de la arquitectura popular; con casas tradicionales checas del Barroco y el clasicismo.
- Los edificios de las estaciones de trenes del estilo modernista – la Estación Principal (Hlavní nádraží) y la estación Suburbio del Sur (Jižní předměstí).
- Las Fábricas de Škoda (Škoda Transportation), un recinto de inmensas naves industriales, algunas de las cuales ya no se utilizadan. Se fabrican aquí componentes y vehículos de medios de transporte, e. g. tranvías o trolebuses; los coches de la marca Škoda se construyen en otros sitios, p. ej. en Mladá Boleslav. El recinto no está abierto al público, pero es un punto dominante del panorama de la ciudad.
- La cárcel más famosa de la República Checa, la Cárcel de Bory (Borská věznice) del xix, con capacidad para más de mil reclusos, en la que fueron retenidos algunos de los criminales más conocidos, o p. ej. Václav Havel como preso político durante la era del comunismo.
- Las zonas de recreo, los estanques de Bolevec (Bolevecké rybníky), la laguna de Košutka (Košutecké jezírko), la larga arboleda Kilometrovka o el Monumento a las Víctimas del Mal (Památník obětem zla) con el jardín meditativo.
- Y además, otras iglesias, miradores, parques grandes, galerías, teatros, instalaciones deportivas o varias cervecerías pequeñas.

## Deportes
Pilsen cuenta con un equipo de fútbol en la Fortuna Liga (Primera División checa), el Football Club Viktoria Pilsen, que ganó el citado campeonato por primera vez en la Gambrinus liga 2010-11. En el campeonato siguiente finalizó tercero y además jugó la Champions League, donde se enfrentó con el FC Barcelona (0-2, 0-4) en fase de grupos, terminando en tercer lugar, pasando a la Europa League, cayendo eliminados en Dieciseisavos de final, ante FC Schalke 04. En 2012 ganó el Grupo B en la Europa League - uno de sus rivales en el grupo fue el Atlético de Madrid (resultados 0-1, 1-0), siendo eliminado en Octavos de final frente al Fenerbahçe. En la misma temporada (2012-13), el Viktoria consiguió su segundo título checo. A día de hoy el club posee cinco torneos checos tras ganar posteriormente la Synot liga 2014-15, Synot liga 2015-16 y HET liga 2017-18.
Pilsen también tiene un equipo de hockey sobre hielo, el HC Škoda Plzeň, que ganó su primer título checo en la temporada 2012–2013.
Otro equipo importante de la ciudad es el SSK Talent M.A.T. Plzeň, uno de los equipos de balonmano más laureados de la Liga de balonmano de la República Checa.
Aquí nació Petr Čech, guardameta histórico del Chelsea FC de la Premier League de Inglaterra y de la selección de fútbol de la República Checa, retirado en 2019 en el Arsenal Football Club.

## Ciudades hermanadas[2]
- Birmingham, Alabama, Estados Unidos
- Lieja, Bélgica
- Limoges, Francia
- Ratisbona, Alemania
- Takasaki, Japón
- Winterthur, Suiza
- Žilina, Eslovaquia